# Front populaire de libération de l'Azawad
Le Front populaire de libération de l'Azawad (FPLA) est un groupe rebelle touareg formé au nord du Mali pendant la rébellion touarègue de 1990-1996.

## Histoire
Le mouvement naît à la fin de l'année 1991 d'une scission du Mouvement populaire pour la libération de l'Azawad (MPLA). Il regroupe principalement des Touaregs de la tribu des Chamanamas, présents dans les environs de Tombouctou, Gao et Ménaka et des Kel Ansar. Il est dirigé par Rhissa Ag Sidi Mohamed et son porte-parole est Zeidan Ag Sidalamine.
Quelques mois après sa naissance, le FPLA rejoint les Mouvements et Fronts unifiés de l'Azawad (MFUA) au sein duquel il signe le 11 avril 1992, le Pacte national avec Bamako.